# Alopecosa solivaga borea
Alopecosa solivaga là một phân loài nhện trong họ Lycosidae.
Loài này thuộc chi Alopecosa. Alopecosa solivaga borea được Wladislaus Kulczynski miêu tả năm 1908.